# Greensboro (Flórida)
Greensboro é uma vila localizada no estado americano da Flórida, no condado de Gadsden. Foi incorporada em 1911.

## Geografia
De acordo com o United States Census Bureau, a vila tem uma área de 2,6 km², onde todos os 2,6 km² estão cobertos por terra.

### Localidades na vizinhança
O diagrama seguinte representa as localidades num raio de 32 km ao redor de Greensboro.

## Demografia
Segundo o censo nacional de 2010, a sua população é de 602 habitantes e sua densidade populacional é de 230,1 hab/km². É a localidade menos populosa do condado de Gadsden. Possui 229 residências, que resulta em uma densidade de 87,5 residências/km².